# سنة بسيطة تبدأ يوم الخميس
هذا جدول زمني لسنوات بسيطة ابتدأت يوم الخميس فاتح يناير (كانون الثاني).
والسنة البسيطة هي السنة التي عدد أيامها في السّنة القمريّة الهجريّة 354 يوماً، لارتباطها بظهور القمر ومُحاقه، أمّا السّنة الشمسيّة سواءً كانت ميلاديّة أو سريانيّة أو تقويم يولياني فيكون عدد أيامها 365 يوماً لارتباطها بدوران الأرض حول الشمس.
أمثلة: سنوات على التقويم الغريغوري 1981، 1987,1998، 2009، 2015، 2026، 2037، 2043 و/أو التقويم اليولياني 1915.
وبالتالي، فإن تلك السنة يمكن أن تكون ممثلة على النحو التالي:
| | | |
| يناير- السبت - الأحد - الاثنين - الثلاثاء - الأربعاء - الخميس - الجمعة - 1 - 2 - 3 - 4 - 5 - 6 - 7 - 8 - 9 - 10 - 11 - 12 - 13 - 14 - 15 - 16 - 17 - 18 - 19 - 20 - 21 - 22 - 23 - 24 - 25 - 26 - 27 - 28 - 29 - 30 - 31  | فبراير- السبت - الأحد - الاثنين - الثلاثاء - الأربعاء - الخميس - الجمعة - 1 - 2 - 3 - 4 - 5 - 6 - 7 - 8 - 9 - 10 - 11 - 12 - 13 - 14 - 15 - 16 - 17 - 18 - 19 - 20 - 21 - 22 - 23 - 24 - 25 - 26 - 27 - 28               | مارس- السبت - الأحد - الاثنين - الثلاثاء - الأربعاء - الخميس - الجمعة - 1 - 2 - 3 - 4 - 5 - 6 - 7 - 8 - 9 - 10 - 11 - 12 - 13 - 14 - 15 - 16 - 17 - 18 - 19 - 20 - 21 - 22 - 23 - 24 - 25 - 26 - 27 - 28 - 29 - 30 - 31   |
| أبريل- السبت - الأحد - الاثنين - الثلاثاء - الأربعاء - الخميس - الجمعة - 1 - 2 - 3 - 4 - 5 - 6 - 7 - 8 - 9 - 10 - 11 - 12 - 13 - 14 - 15 - 16 - 17 - 18 - 19 - 20 - 21 - 22 - 23 - 24 - 25 - 26 - 27 - 28 - 29 - 30       | مايو- السبت - الأحد - الاثنين - الثلاثاء - الأربعاء - الخميس - الجمعة - 1 - 2 - 3 - 4 - 5 - 6 - 7 - 8 - 9 - 10 - 11 - 12 - 13 - 14 - 15 - 16 - 17 - 18 - 19 - 20 - 21 - 22 - 23 - 24 - 25 - 26 - 27 - 28 - 29 - 30 - 31  | يونيو- السبت - الأحد - الاثنين - الثلاثاء - الأربعاء - الخميس - الجمعة - 1 - 2 - 3 - 4 - 5 - 6 - 7 - 8 - 9 - 10 - 11 - 12 - 13 - 14 - 15 - 16 - 17 - 18 - 19 - 20 - 21 - 22 - 23 - 24 - 25 - 26 - 27 - 28 - 29 - 30       |
| يوليو- السبت - الأحد - الاثنين - الثلاثاء - الأربعاء - الخميس - الجمعة - 1 - 2 - 3 - 4 - 5 - 6 - 7 - 8 - 9 - 10 - 11 - 12 - 13 - 14 - 15 - 16 - 17 - 18 - 19 - 20 - 21 - 22 - 23 - 24 - 25 - 26 - 27 - 28 - 29 - 30 - 31  | أغسطس- السبت - الأحد - الاثنين - الثلاثاء - الأربعاء - الخميس - الجمعة - 1 - 2 - 3 - 4 - 5 - 6 - 7 - 8 - 9 - 10 - 11 - 12 - 13 - 14 - 15 - 16 - 17 - 18 - 19 - 20 - 21 - 22 - 23 - 24 - 25 - 26 - 27 - 28 - 29 - 30 - 31 | سبتمبر- السبت - الأحد - الاثنين - الثلاثاء - الأربعاء - الخميس - الجمعة - 1 - 2 - 3 - 4 - 5 - 6 - 7 - 8 - 9 - 10 - 11 - 12 - 13 - 14 - 15 - 16 - 17 - 18 - 19 - 20 - 21 - 22 - 23 - 24 - 25 - 26 - 27 - 28 - 29 - 30      |
| أكتوبر- السبت - الأحد - الاثنين - الثلاثاء - الأربعاء - الخميس - الجمعة - 1 - 2 - 3 - 4 - 5 - 6 - 7 - 8 - 9 - 10 - 11 - 12 - 13 - 14 - 15 - 16 - 17 - 18 - 19 - 20 - 21 - 22 - 23 - 24 - 25 - 26 - 27 - 28 - 29 - 30 - 31 | نوفمبر- السبت - الأحد - الاثنين - الثلاثاء - الأربعاء - الخميس - الجمعة - 1 - 2 - 3 - 4 - 5 - 6 - 7 - 8 - 9 - 10 - 11 - 12 - 13 - 14 - 15 - 16 - 17 - 18 - 19 - 20 - 21 - 22 - 23 - 24 - 25 - 26 - 27 - 28 - 29 - 30     | ديسمبر- السبت - الأحد - الاثنين - الثلاثاء - الأربعاء - الخميس - الجمعة - 1 - 2 - 3 - 4 - 5 - 6 - 7 - 8 - 9 - 10 - 11 - 12 - 13 - 14 - 15 - 16 - 17 - 18 - 19 - 20 - 21 - 22 - 23 - 24 - 25 - 26 - 27 - 28 - 29 - 30 - 31 |

| الألفية          | قرن       | سنة / تقويم غريغوري | سنة / تقويم غريغوري | سنة / تقويم غريغوري | سنة / تقويم غريغوري | سنة / تقويم غريغوري | سنة / تقويم غريغوري | سنة / تقويم غريغوري | سنة / تقويم غريغوري | سنة / تقويم غريغوري | سنة / تقويم غريغوري | سنة / تقويم غريغوري |
| ---------------- | --------- | ------------------- | ------------------- | ------------------- | ------------------- | ------------------- | ------------------- | ------------------- | ------------------- | ------------------- | ------------------- | ------------------- |
| الألفية الثانية: | القرن 19: | 1801                | 1807                | 1818                | 1829                | 1835                | 1846                | 1857                | 1863                | 1874                | 1885                | 1891                |
| الألفية الثانية: | القرن 20: | 1903                | 1914                | 1925                | 1931                | 1942                | 1953                | 1959                | 1970                | 1981                | 1987                | 1998                |
| الألفية الثالثة: | القرن 21: | 2009                | 2015                | 2026                | 2037                | 2043                | 2054                | 2065                | 2071                | 2082                | 2093                | 2099                |
| الألفية الثالثة: | القرن 22: | 2105                | 2111                | 2122                | 2133                | 2139                | 2150                | 2161                | 2167                | 2178                | 2189                | 2195                |

| ألفية            | قرن       | سنة / تقويم يولياني | سنة / تقويم يولياني | سنة / تقويم يولياني | سنة / تقويم يولياني | سنة / تقويم يولياني | سنة / تقويم يولياني | سنة / تقويم يولياني | سنة / تقويم يولياني | سنة / تقويم يولياني | سنة / تقويم يولياني | سنة / تقويم يولياني |
| ---------------- | --------- | ------------------- | ------------------- | ------------------- | ------------------- | ------------------- | ------------------- | ------------------- | ------------------- | ------------------- | ------------------- | ------------------- |
| الألفية الثانية: | القرن 19: | 1803                | 1814                | 1825                | 1831                | 1842                | 1853                | 1859                | 1870                | 1881                | 1887                | 1898                |
| الألفية الثانية: | القرن 20: | 1909                | 1915                | 1926                | 1937                | 1943                | 1954                | 1965                | 1971                | 1982                | 1993                | 1999                |
| الألفية الثالثة: | القرن 21: | 2010                | 2021                | 2027                | 2038                | 2049                | 2055                | 2066                | 2077                | 2083                | 2094                |                     |
| الألفية الثالثة: | القرن 22: | 2105                | 2111                | 2122                | 2133                | 2139                | 2150                | 2161                | 2167                | 2178                | 2189                | 2195                |